# Divisão Kamanyola

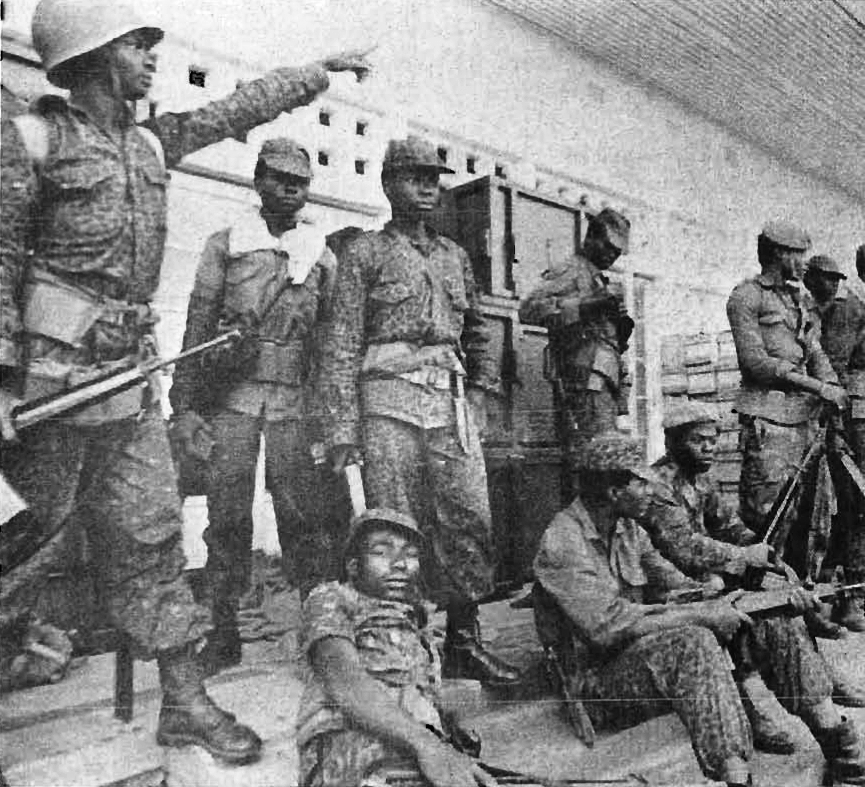
Soldados da Divisão Kamanyola em 1977.

A Divisão Kamanyola foi uma divisão de infantaria das Forces Armées Zaïroises, as forças armadas do Zaire, em 1974-1997.

## História
A Divisão foi formada em 1974 e treinada pela Coreia do Norte. Foi nomeada em referência a um incidente de junho de 1964 na cidade oriental de Kamanyola. As tropas lideradas pessoalmente por Mobutu asseguraram uma ponte estratégica perto da cidade. 
Em 1993 consistia na 11.ª Brigada de Infantaria, na 12.ª Brigada de Infantaria e na 14.ª Brigada de Infantaria. Após a incursão de Shaba I, a Divisão Kamanyola, na época tida como a melhor formação do exército, e considerada a divisão do próprio presidente, foi designada permanentemente para Shaba.
Altos oficiais militares zairenses, insatisfeitos com os esforços norte-coreanos, chegaram a pedir em dezembro de 1975 que os Estados Unidos assumissem a Divisão Kamanyola, dizendo que "os norte-coreanos haviam deixado os Kamanyola mal treinados e sem peças de reposição para o equipamento que forneceram". 
Como parte de uma segunda invasão pela antiga gendarmerie catanguesa (conhecida como Shaba II em maio-junho de 1978), o qual só foi dispersa com o despacho do 2.º Regimento de Paraquedistas Estrangeiros francês e um batalhão do Regimento de Paracomandos belga, as unidades da Divisão Kamanyola entraram em colapso quase imediatamente. Unidades francesas lutaram na Batalha de Kolwezi para recapturar a cidade da Frente Nacional de Libertação do Congo. Os estadunidenses forneceram assistência logística.
Em 1988, a CIA descreveu a Divisão Kamanyola como localizada em Shaba e composta por 4.100 pessoas, sendo a 14.ª Brigada a única formação preparada para o combate.
O mau estado de disciplina das forças zairenses tornou-se aparente novamente em 1990. A assistência militar estrangeira ao Zaire cessou após o fim da Guerra Fria e Mobutu deliberadamente permitiu que a condição dos militares se deteriorasse para não ameaçar seu poder.
Em 1993, de acordo com os Library of Congress Country Studies, a Divisão Kamanyola, composta por três brigadas de infantaria, operava geralmente na região ocidental de Shaba.
Em 1997, Laurent Kabila desmantelou a divisão.